# 肥皂盒

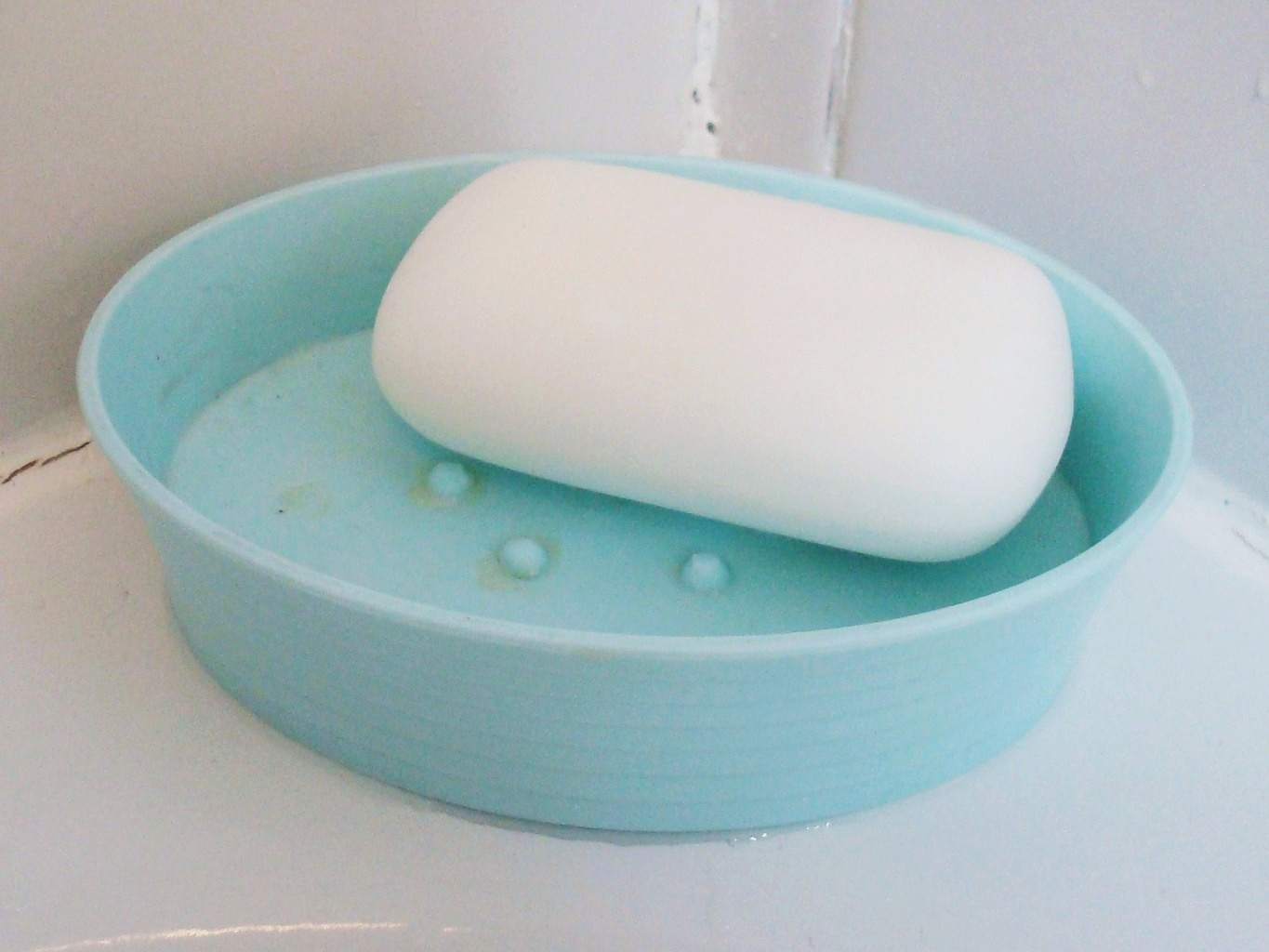
放著一塊肥皂的塑料肥皂盒。

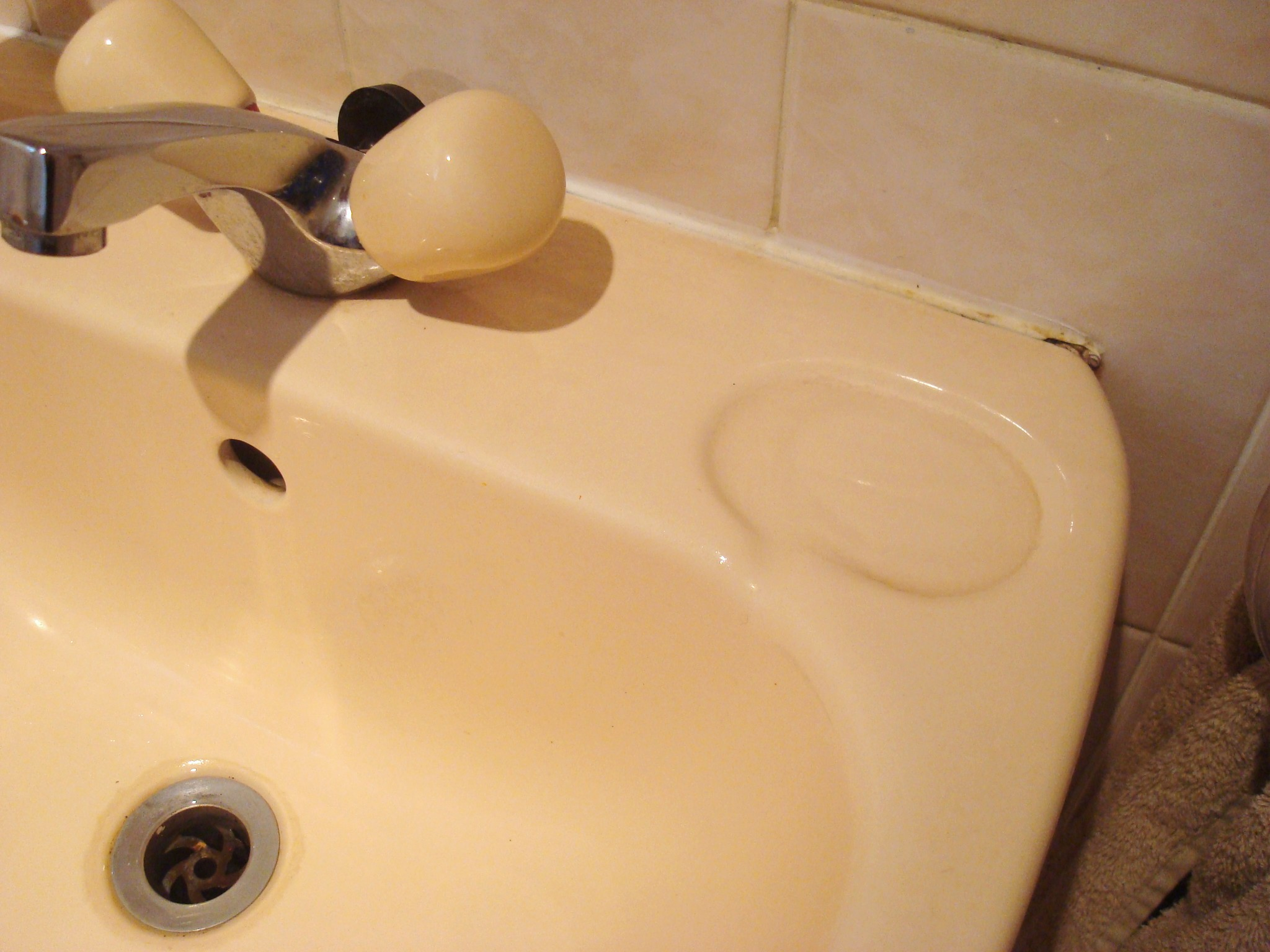
洗臉盆上放置肥皂的凹槽。

肥皂盒是一種容器，可罝放肥皂或洗衣皂，常見於浴缸或臉盆洗滌區附近。肥皂盒是由防水材料，如塑料、陶瓷或金屬所組成。 肥皂盤，可安裝在牆壁上。液體肥皂或肥皂泡沫，可用於給皂機。

## 設計元素
皂盒的設計要素包括安全性、通風性、清潔度、擺放位置、美觀度和成本。當皂盒作為浴室配件套裝的一部分時，可以採用協調一致的組合設計。

### 安全
由於肥皂盒的設計用途是潮濕且潛在危險的環境，因此大多數肥皂盒在設計時都充分考慮了安全性。這些特性包括不易破損的材質、防滑表面、圓潤的邊緣以及牢固的安裝配件（例如壁掛式安裝配件、吸盤或防滑腳）。開放式（或半開放式）的盒壁設計或淺口設計方便取放滑溜的肥皂。

### 通風
一塊濕肥皂依靠通風來乾燥。許多設計元素可以用來增加肥皂周圍的空氣流通，包括通風表面或散佈著凸起、脊狀物或板條的表面。機械通風尚未成為肥皂盒中普遍使用的設計元素。

### 清潔度
由於與洗手和衛生息息相關，肥皂盒本身往往是清潔的焦點。為了方便清潔，一些自排水肥皂盒的設計允許肥皂殘留物收集在凸起的肥皂條下方的隔間中。其他類似的肥皂盒會將肥皂殘留物直接排入相鄰的水槽或浴缸，因此需要對肥皂盒的位置進行巧妙的擺放。

### 放置
大多數皂碟都是獨立配件，可由使用者自行決定放置位置，但也有一些皂碟是水槽、淋浴間或浴缸的內建配件。獨立皂碟可以完全便攜式，也可以選擇在水平或垂直表面上半永久或永久安裝。將皂碟放置在水龍頭或淋浴噴頭水流範圍之外，有助於避免皂碟過度侵蝕。

## 另請參閱
- 給皂機